# オステリア

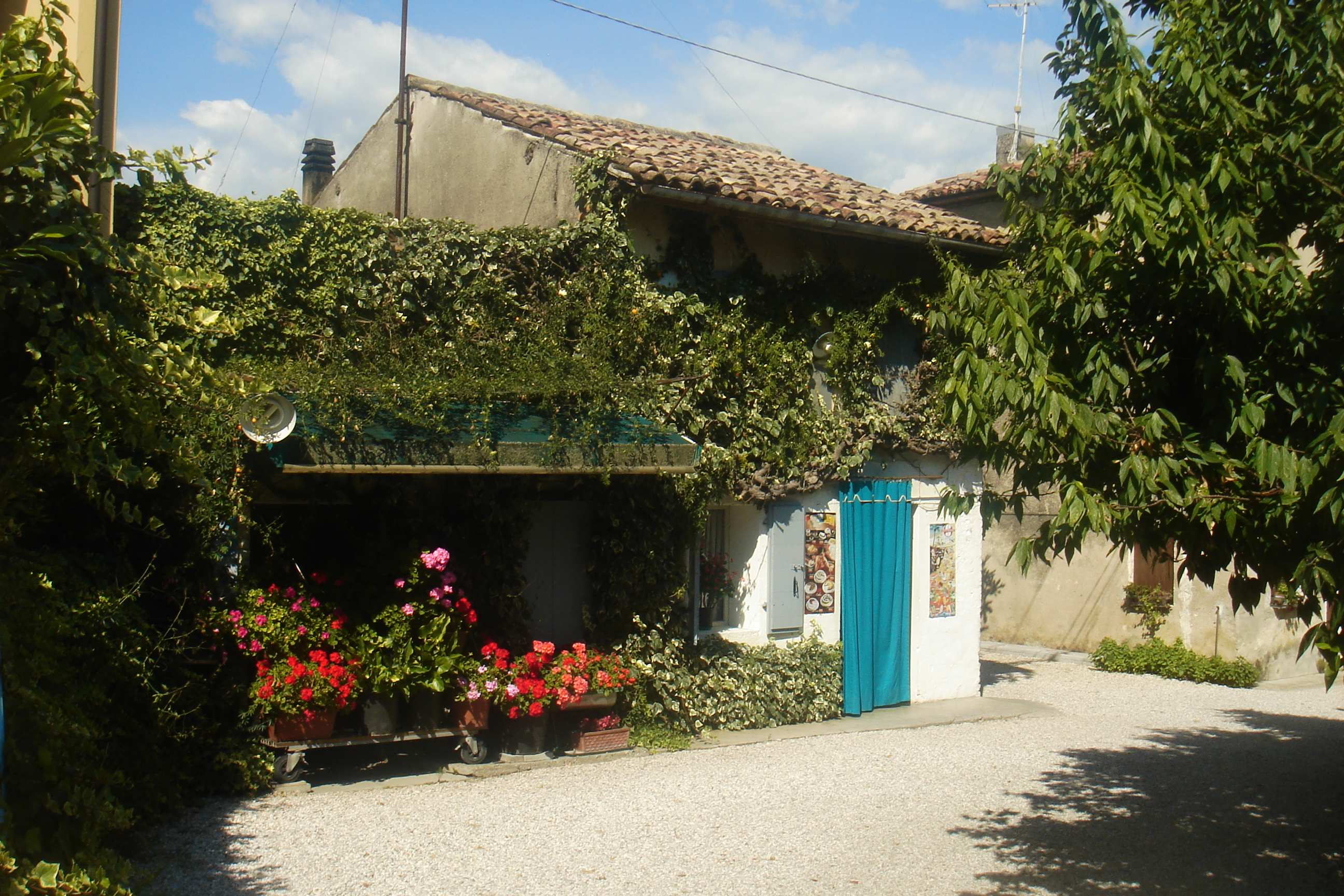
ヴェネト州のトレヴィーゾ県にある典型的なオステリアの庭

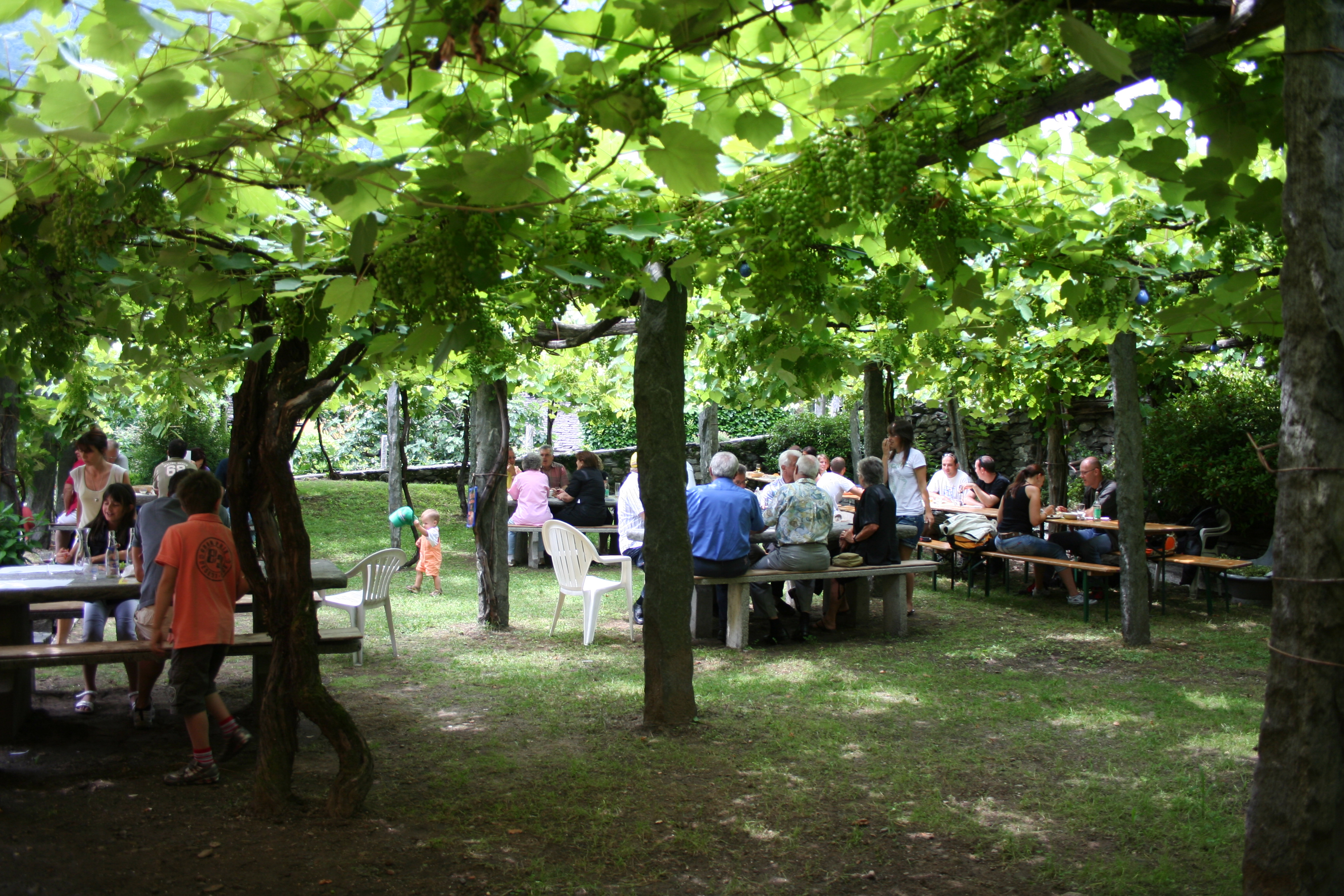
イタリア語話者の多いスイス・ティチーノ州にあるオステリアの庭。

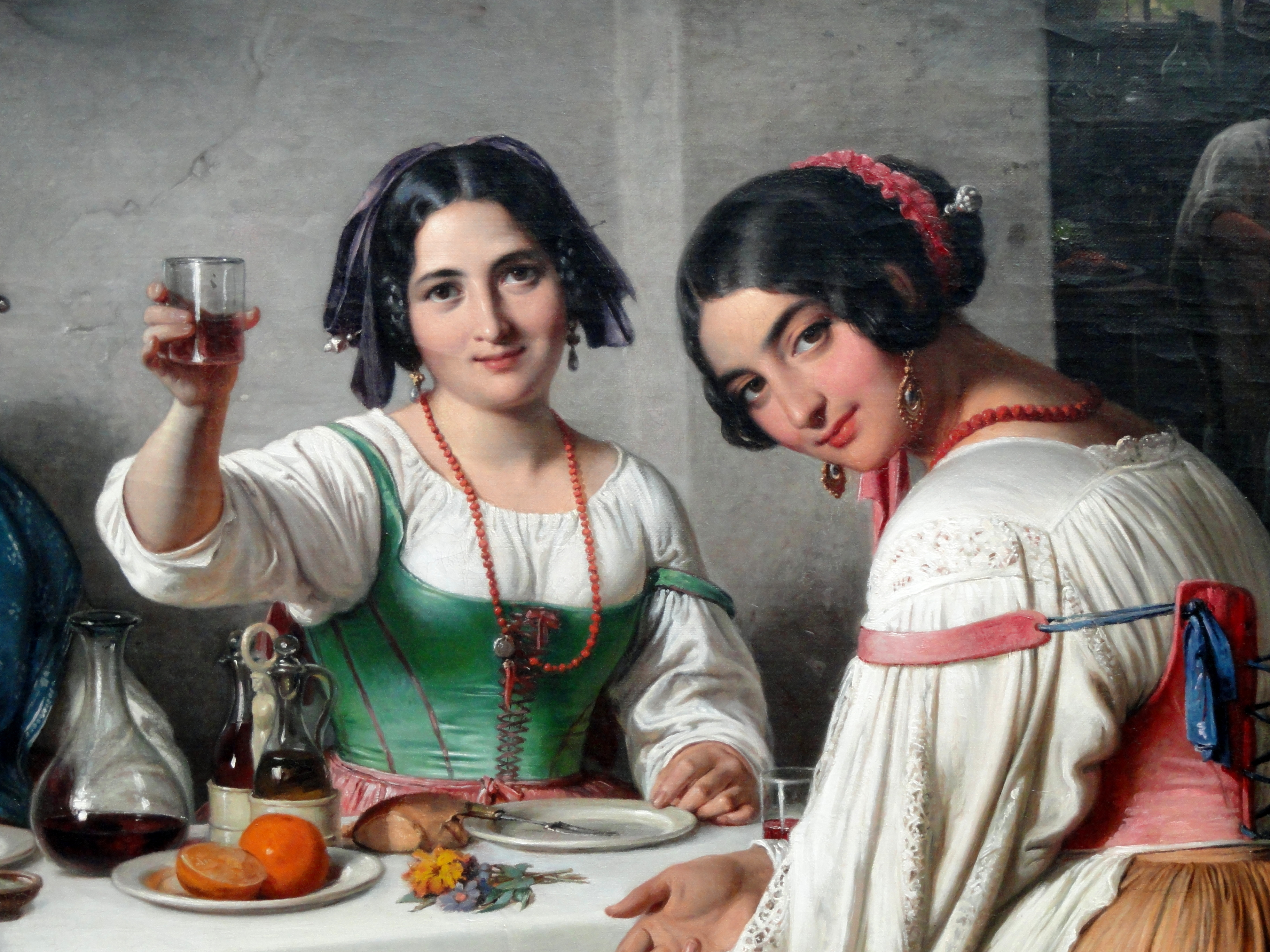
ヴィルヘルム・マーストラン作、イタリアのオステリア、ニイ・カールスベルグ・グリプトテク美術館所蔵。

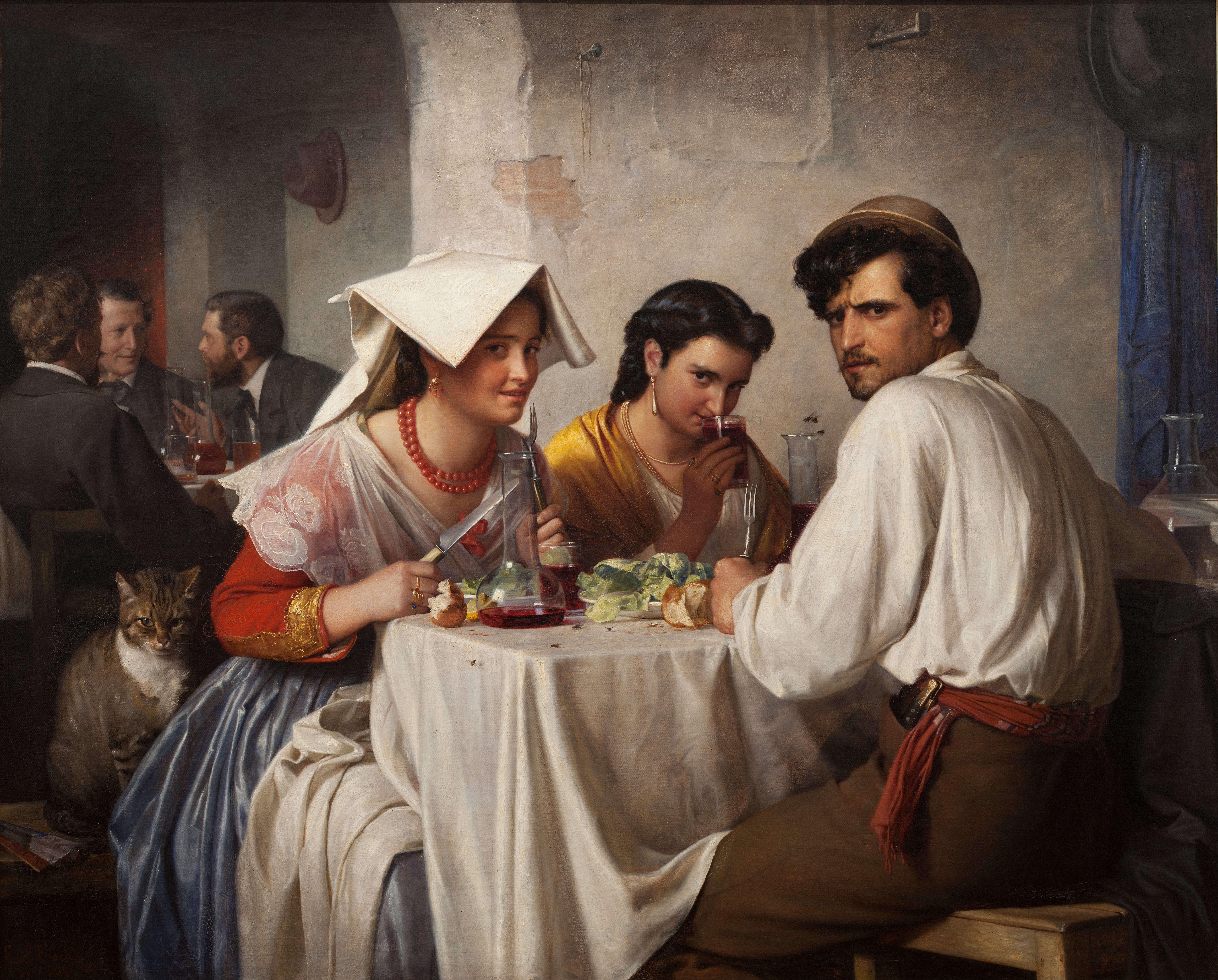
絵に描かれたオステリア。1866年、カール・ハインリッヒ・ブロッホ作の絵画ローマのオステリアにて、コペンハーゲン国立美術館所蔵。

オステリア（イタリア語: Osteria、複数形はオステリエ - 伊: Osterie）は、原義的にはイタリアでワインと簡単な食事を提供する場所を指していた。後に、重点が食事へと移ったが、メニュー数は少ない傾向が強く、パスタやグリルした肉や魚のような地方の名物料理がほとんどであり、相席で食事を提供されることも多かった。
オステリアでは値段の手頃な昼食を提供していた他、仕事終わりの仕出しや夕方の軽食も取り扱っていた。オステリアには幅広い形態があり、飲み物のみを提供し客が各自食事を持ち込む形態の店もあれば、男性客のみを対象とした形態の店、学生や若い労働者に優しい店、中には地方の伝統音楽やその他の遊戯を店内で取り扱う店も存在した。
オステリアと似た形態の店として、客が瓶もしくは携帯用の瓶を持参して樽から飲み物を各自注ぐ「ボッティリエーリ（bottiglieri）」や、店で揃えるワインの幅広さや質の高さを売りにするエノテーカなどがあった。
イタリア国内で有数の歴史のあるオステリアとして、エミリア＝ロマーニャ州の「オステリア・デル・ソーレ（Osteria del Sole）」、ボローニャの「オステリア・デル・カペッロ」、フェラーラの「オステリア・アル・ブリンディジ（Osteria al Brindisi）」がある。これらのオステリアは14～15世紀に建造された。

## イタリア最古のオステリア

### オステリア・デル・カペッロ・オ・アル・カペッロ・ロッソ
ボローニャの文献検索サービスによれば、「オステリア・デル・カペッロ」は1375年までその歴史を遡ることが可能である。このオステリアは1700年までの間に店舗を何度も移転している。実際に、店舗の位置は検索サービスでは確認できず、店舗の位置が変更されても宿の目印はそのままであることが多かった。オステリア・デル・カペッロの実際の位置が特定できるのは、当主のドメニコ・シモンチーニ（Domenico Simoncini）がマッジョーレ広場付近のVia de' Fusariに宿を構えることを決断した1652年までである。
1712年、ボローニャの彫刻師であるジュゼッペ・マリア・ミテッリがゲーム盤「Giuoco nuovo di tutte le osterie che sono」 にこのオステリアのロゴを彫った。これは現代の店と同じロゴである。ロゴはこのゲーム盤の番号41の場所にあり、ラードをよく塗った美味しいヤマウズラが食べられる居酒屋として、クルトンとともに彫られている。オステリア・デル・カペッロはオステリア・デル・ソーレとともに、宿のみが現存してボローニャで営業している。